# Lamoral de Villers
Le comte Lamoral de Villers, né le 18 mai 1856 à Born (Luxembourg) et mort le 18 octobre 1934 à Grundhof (Luxembourg), est un aristocrate, industriel et homme politique luxembourgeois, membre du Parti de la droite (RP).

## Biographie
Originaire de Born, le comte Lamoral de Villers est issue d'une ancienne famille de la noblesse française d'extraction chevaleresque qui remonte à 1126 et tirent ses origines de Bourgogne, de Lorraine et d'Allemagne. Il est le fils du comte Charles-Victor-Camille de Villers (1810-1895) — dont le titre est confirmé par le roi grand-duc Guillaume III en 1883 — et Alphonsine de Liedekerke-Beaufort (1815-1868). Il épouse Louise von Boch (1855-1928), fille d'Eugène (von) Boch et d'Octavie Villeroy et nièce de la peintre belge Anna Boch.
Il commence sa carrière comme militaire au sein de l'Armée royale prussienne. En 1912, il est nommé chambellan à la cour grand-ducale puis le 15 mai 1914, il obtient la nationalité luxembourgeoise.
Membre du Parti de la droite, il est élu dans le canton d'Echternach lors des élections législatives de 1914. Il est réélu aux législatives anticipées de 1915, à la constituante de 1918 puis aux premières législatives au suffrage universel en 1919 mais dans la nouvelle circonscription Est. Par ailleurs, en tant que suppléant, il succède à Adolphe Klein (lb) pendant une période brève. Après son élection en 1914, une manifestation anti-allemande eût lieu dans la capitale au cours de laquelle une poupée à son effigie est brûlée dans sur la place d'Armes. Il est également président de la Chambre d'agriculture pendant de nombreuses années.
Lamoral de Villers est à l'origine de la reconstruction du château de Grundhof en 1905. Il est notamment actionnaire et cofondateur des Grandes distilleries réunies SA en 1906 qui exploitent les marques « La Bernardine » et « Mercier, Laroche et Cie ». En 1920, il est membre d'une « commission spéciale chargée d'étudier les mesures à prendre dans l'intérêt de la lutte antituberculeuse » présidée par Léon Kauffman.